# Mercenaria campechiensis
La almeja bola (Mercenaria campechiensis) pertenece a la clase Bivalvia de moluscos. Viven exclusivamente en medio acuático, con una forma corporal de simetría bilateral, comprimida lateralmente y una concha de dos valvas (bivalva) que, en general, es bastante grande para admitir al animal completo.

## Clasificación y descripción
M. mercenaria es un molusco que pertenece a la clase Bivalvia; orden Veneroida; familia Veneridae. Sus principales características son: concha grande y gruesa (80-120 mm); ovada, equivalva, inequilateral y obesa, pesada, tan ancha como larga; grisácea; interior blanco porcelanoso con manchas púrpuras; exterior con gran cantidad de costillas concéntricas y líneas de crecimiento; lúnula bien marcada y en forma de corazón; excavada con tres dientes cardinales en cada valva; el cardinal medio izquierdo dividido; impresiones musculares conectadas con la línea palial; seno palial corto y angosto.
El sistema circulatorio está formado por un corazón con dos aurículas. El sistema nervioso carece de particularidad alguna (ganglionar). La respiración es branquial. La cabeza es reducida hasta la parte branquial, faltando la región faríngea y la rádula. En general se alimentan filtrando agua. Los bivalvos son animales predominantemente de sexos separados, rara vez hermafroditas. La fecundación tiene lugar de manera libre en el agua o bien en la cavidad del manto.
Valva derecha e izquierda del mismo animal:

Valva derecha
Valva izquierda

## Distribución
Se puede encontrar a este organismo desde la Bahía de Chesapeake, en las costas de Florida, desde Tamaulipas hasta Yucatán, hasta Cuba.

## Ecología
Son organismos filtradores, su principal dieta constituye microalgas y diatomeas de la columna de agua. Cuando está enterrada en la arena, el bivalvo extiende sus sifones a la superficie del sedimento. El sifón inhalante lleva oxígeno y alimento al organismo, y el exhalante expele los desechos. Poca información se tiene sobre los depredadores del molusco, pero se sabe que los principales son peces y crustáceos.